# David Blatt
David Michael Blatt (hebräisch דייוויד בלאט russisch Дэ́вид Блатт; * 22. Mai 1959 in Louisville, Kentucky) ist ein US-amerikanisch-israelischer Basketballtrainer und ehemaliger -spieler.
Er zählt zu den erfolgreichsten Trainern der europäischen Basketballgeschichte. Zu Blatts größten Erfolgen als Trainer zählt der Titelgewinn der Basketball-Europameisterschaft 2007 und der Gewinn der Bronzemedaille bei den Olympischen Spielen 2012 mit der russischen Nationalmannschaft.
Als Vereinstrainer gewann Blatt vor allem mit Maccabi Tel Aviv zahlreiche nationale Titel in Israel, bevor er nach dem Gewinn einer Triple Crown aus nationalem Double und dem Gewinn des höchstrangigen europäischen Vereinswettbewerb EuroLeague Cheftrainer in der NBA wurde. Damit zählt er zu den ersten Trainern, die Cheftrainer in der NBA wurden, ohne zuvor dort Erfahrung als Spieler oder Trainerassistent gesammelt zu haben.

## Karriere als Spieler
Blatt spielte als Point Guard an der Princeton University für deren Hochschulmannschaft Tigers in der Zeit zwischen 1977 und 1981, mit denen er im Senior-Jahr als Mannschaftskapitän die Meisterschaft der Ivy League gegen die Quakers der University of Pennsylvania gewann, gegen die man im Vorjahr im Endspiel noch mit einem Punkt verloren hatte. Bei der landesweiten Endrunde 1981 der National Collegiate Athletic Association (NCAA) schied man dann bereits in der ersten Runde gegen die Cougars der Brigham Young University aus.
Als Mitglied der US-amerikanischen Mannschaft nahm er an der Makkabiade 1981 teil, die von der US-Auswahl gewonnen wurde. Anschließend blieb er in Israel und spielte für verschiedene israelische Clubs. Nach einem Achillessehnenriss zehn Jahre später begann er damit, sich auf die Arbeit als Trainer zu konzentrieren.

## Karriere als Trainer
Bereits während seiner aktiven Zeit begann Blatt mit der Trainerarbeit. Die erste Schritte als Trainer machte er mit in den Jugendabteilungen der Clubs, bei denen er unter Vertrag stand. Nach dem Ende seiner Spielerkarriere wurde er Trainerassistent bei Hapoel Galil Elyon aus dem galiläischen Kfar Blum, das 1993 Seriensieger Maccabi Tel Aviv erstmals seit 23 Jahren die Meisterschaft entrissen hatte. Der neue Trainer wurde während der Saison 1993/94 entlassen und Blatt sprang als Interimstrainer ein, bevor Meistertrainer Pini Gershon in der folgenden Saison zu Hapoel zurückkehrte.
In der Spielzeit 1995/96 war Blatt dann Cheftrainer und wurde als Trainer des Jahres der israelischen Liga ausgezeichnet. Anschließend übernahm er zusätzlich die Verantwortung für die israelische Juniorennationalmannschaft, bevor er 1997 Assistent bei der israelischen Herren-Nationalmannschaft wurde.

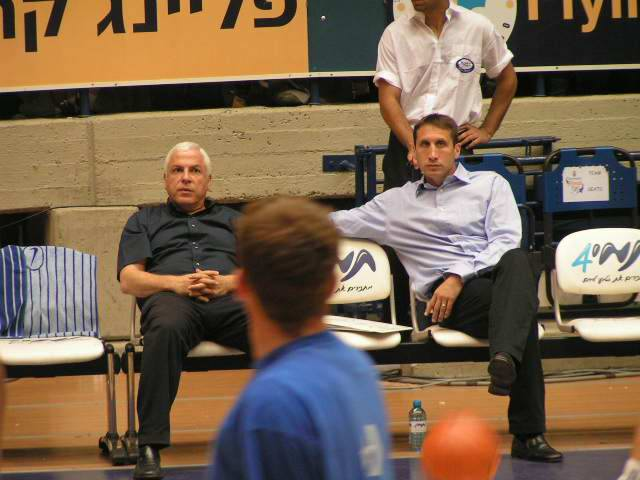
Blatt rechts sitzend neben Pini Gershon (2003)

1999 wurde Gershon Cheftrainer des dominierenden israelischen Vereins Maccabi Tel Aviv und Blatt wurde wie in der Saison 1994/95 bei Hapoel Galil sein Assistent. Nach dem Gewinn der FIBA-Suproleague 2001 gab Blatt seine Tätigkeit beim israelischen Verband vorerst auf und wurde Cheftrainer von Maccabi. Als sich international keine weiteren Erfolge einstellten, wechselte Gershon zurück an die Seitenlinie und wurde erneut Cheftrainer, während Blatt als Assistent ins zweite Glied rückte.
Nach dem Gewinn der EuroLeague im Jahr 2004 verließ Blatt Maccabi und wurde Cheftrainer der israelischen Nationalmannschaft. Gleichzeitig wechselte er als Vereinstrainer nach Russland und wurde Cheftrainer des neu gegründeten Vereins Dynamo Sankt Petersburg. Mit dieser Mannschaft, die die Lizenz von Awtodor Saratow übernommen hatte, durfte man international starten und gewann 2005 ungeschlagen die FIBA Europe League. Wegen Streitigkeiten über seiner Trainerlizenz trat er schließlich als israelischer Nationalmannschaftstrainer zurück.
In der Saison 2005/06 trainierte Blatt die Mannschaft von Benetton Treviso in der italienischen Serie A und führte sie zum nationalen Double. Anschließend wurde Blatt zum Cheftrainer der russischen Nationalmannschaft ernannt, die er bei der EM 2007 überraschend zum Titel nach einem Endspielsieg gegen den favorisierten Gastgeber Spanien führte. Dies war der erste Titel nach dem Zerfall der Sowjetunion, deren Basketballnationalmannschaft der UdSSR Rekordtitelträger der Europameisterschaften ist. Mit seinem italienischen Verein war er weniger erfolgreich. Dem Titelverteidiger wurden in der Meisterschaft zwölf Punkte abgezogen, so dass er statt auf dem fünften auf dem elften Platz landete und die Play-offs um die Meisterschaft verpasste.

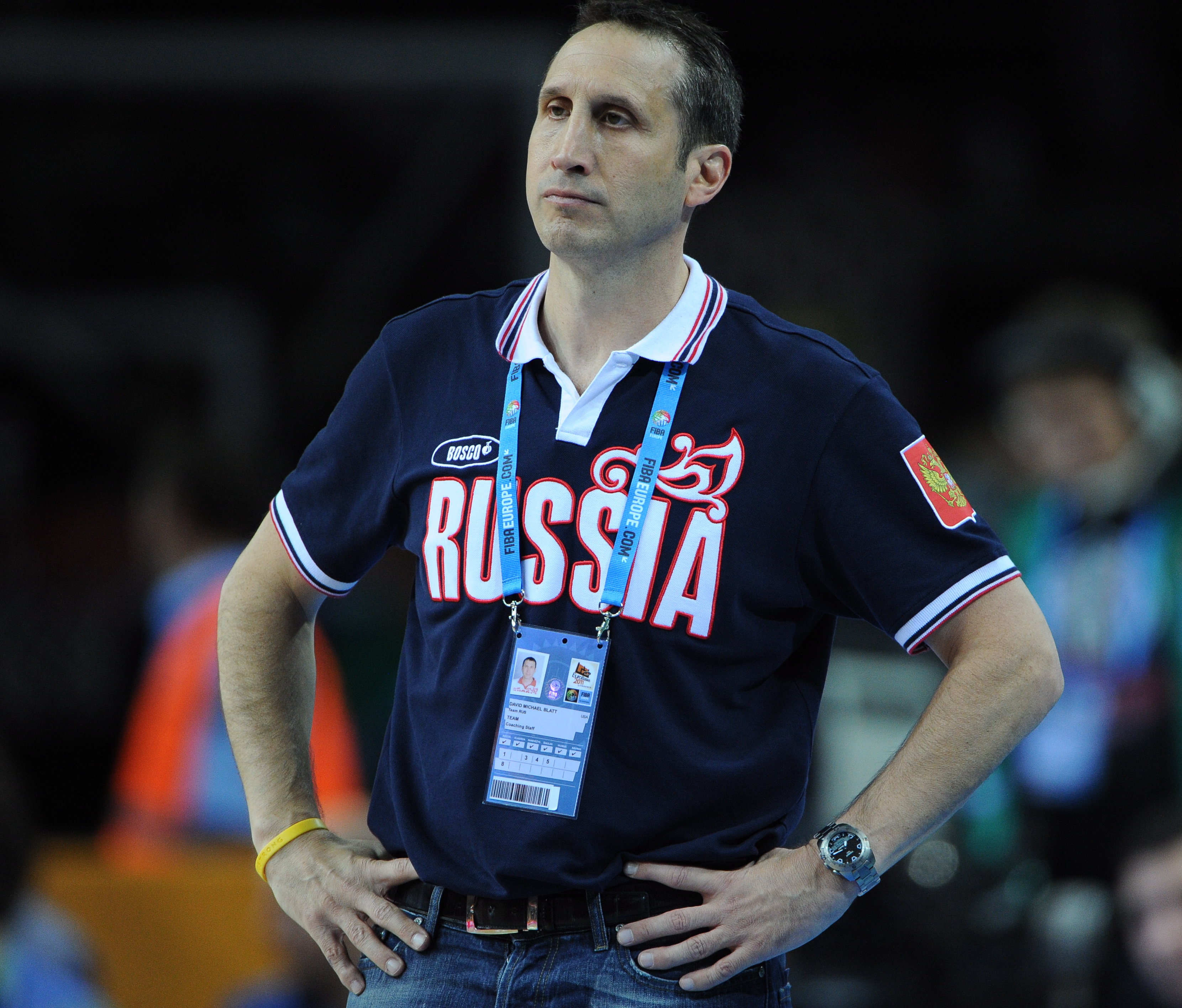
Blatt als russischer Nationaltrainer (2011)

Nach einem Jahr beim türkischen Verein Efes Pilsen in Istanbul und wenig erfolgreichen Olympischen Spielen 2008 mit der russischen Nationalmannschaft trainierte Blatt mit Dynamo Moskau wieder eine russische Mannschaft und erreichte 2009 das Endspiel des russischen Pokalwettbewerbs. Nach einem Halbjahresengagement beim griechischen Verein Aris Thessaloniki 2010 kehrte Blatt zu Maccabi Tel Aviv zurück. Nach der WM 2010 wollte Blatt seine gleichzeitige Beschäftigung als russischer Nationaltrainer aufgeben, doch auf Drängen der Verbandsfunktionäre blieb er und erreichte mit der russischen Mannschaft bei der EM 2011 und bei den Olympischen Spielen 2012 jeweils den dritten Platz.
Als Trainer von Maccabi Tel Aviv gewann Blatt das israelische Double 2011 und 2012 sowie die Adriatic League 2012. Nach dem Verpassen des israelischen Meistertitels 2013 gewann man in der Saison 2013/14 nicht nur wieder beide nationale Titel, sondern überraschte auch im Final-Four-Turnier der EuroLeague, als man den Titel gegen die favorisierten Mannschaften von ZSKA Moskau und Real Madrid errang. Nachdem er 2004 bereits als Assistent von Pini Gershon eine Triple Crown gewonnen hatte, war dies zehn Jahre später sein erster Titelgewinn in allen bedeutenden Vereinswettbewerben einer Saison als verantwortlicher Trainer.
Nach Saisonende verkündete Blatt seinen Abschied als Trainer von Maccabi und wurde im Juni 2014 als neuer Trainer des NBA-Klubs Cleveland Cavaliers vorgestellt. Obwohl er selbst gebürtiger US-Amerikaner ist, so gilt er doch als erster Trainer, der nur aufgrund seiner Trainererfahrung in Europa und als Nationaltrainer sofort einen NBA-Klub als Cheftrainer übernehmen konnte. Kollegen wie Mike D’Antoni oder der ebenfalls als zukünftiger NBA-Cheftrainer gehandelte Italiener Ettore Messina hatten bereits im Trainerstab eines NBA-Klubs gearbeitet, bevor sie Cheftrainer eines NBA-Klubs wurden. Blatt führte Cleveland 2015 in die NBA-Endspielserie, dort unterlag seine Mannschaft den Golden State Warriors mit 1:4-Siegen.
Am 22. Januar 2016 wurde Blatt von den Cleveland Cavaliers entlassen, anschließend gewann die Mannschaft in derselben Saison unter seinem Nachfolger Tyronn Lue den NBA-Meistertitel. Cleveland schickte Blatt daraufhin als Auszeichnung für seine Arbeit einen Meisterring. Er erreichte als NBA-Trainer insgesamt 83 Siege (bei 40 Niederlagen). Ihm wurde in Cleveland insbesondere sein schwieriges Verhältnis zu LeBron James zum Verhängnis, der für den Klub wichtiger gewesen sei als er als Trainer. Ab der Saison 2016/17 trainierte er den türkischen Verein Darüşşafaka SK Istanbul. Unter seiner Leitung gewann die Mannschaft im Spieljahr 2017/18 den EuroCup. Blatt wurde dadurch der erste Trainer der die Europameisterschaft, die EuroLeague sowie den EuroCup gewann.
Im Juni 2018 unterschrieb Blatt einen Zweijahresvertrag als Cheftrainer der griechischen Mannschaft Olympiakos Piräus. Am 19. August 2019 gab er bekannt, dass bei ihm Multiple Sklerose diagnostiziert worden sei, betonte aber, weiter als Trainer arbeiten zu wollen. Zwei Monate später trennte er sich von Olympiakos. Es sei im Sinne beider Seiten, sich zu trennen, äußerte Blatt in einer Stellungnahme.
Im Dezember 2019 wurde er Berater bei den New York Knicks, wo sein früherer Princeton-Mitspieler Steve Mills das Präsidentenamt innehat, und gab gleichzeitig das Ende seiner Trainerlaufbahn bekannt. Seine Beratertätigkeit bei der New Yorker Mannschaft endete im April 2020. Ende Mai 2020 wurde Blatt als Mitinhaber einer Unternehmensgruppe Anteilseigner des tschechischen Erstligisten Basket Brno. Im Juni 2022 wurde er Berater von Maccabi Tel Aviv sowie Mitglied eines Ausschusses, in den ebenfalls Maccabis Cheftrainer, Sportdirektor sowie Talentspäher berufen wurden. Blatt war ab 2020 ebenfalls als Berater der kanadischen Nationalmannschaft tätig.

## Erfolge und Auszeichnungen als Trainer

### Als Co-Trainer
- Sieger FIBA-Suproleague 2001
- Sieger EuroLeague 2004

### Als Chef-Trainer
- Sieger EuroLeague als Triple Crown: 2014
- Israelischer Meister 2002, 2003, 2011, 2012, 2014
- Israelischer Pokalsieger 2002, 2003, 2011 bis 2014
- Sieger FIBA-EuroChallenge 2005
- Italienischer Meister 2006
- Italienischer Pokalsieger 2006
- Gewinner der Adriatic League 2012
- Sieger der Basketball-Europameisterschaft 2007 mit Russland
- Dritter Platz bei der Basketball-Europameisterschaft 2011 mit Russland
- Dritter Platz bei den Olympischen Spielen 2012 mit Russland
- Trainer des Jahres Israel 1996, 2002
- Trainer des Jahres Russland 2005
- Sieger des EuroCups 2018

2023 wurde David Blatt in die International Jewish Sports Hall of Fame aufgenommen.